# كريستيان بيرغرين
كريستيان بيرغرين (بالسويدية: Christian Berggren)‏ هو أكاديمي سويدي، ولد في 1950.

## وصلات خارجية
- الموقع الرسمي